# Baliny
Baliny (in tedesco Ballin) è un comune ceco di 123 abitanti situato nel distretto di Žďár nad Sázavou, nella regione di Vysočina.

## Storia
La prima menzione scritta del villaggio risale al 1358.

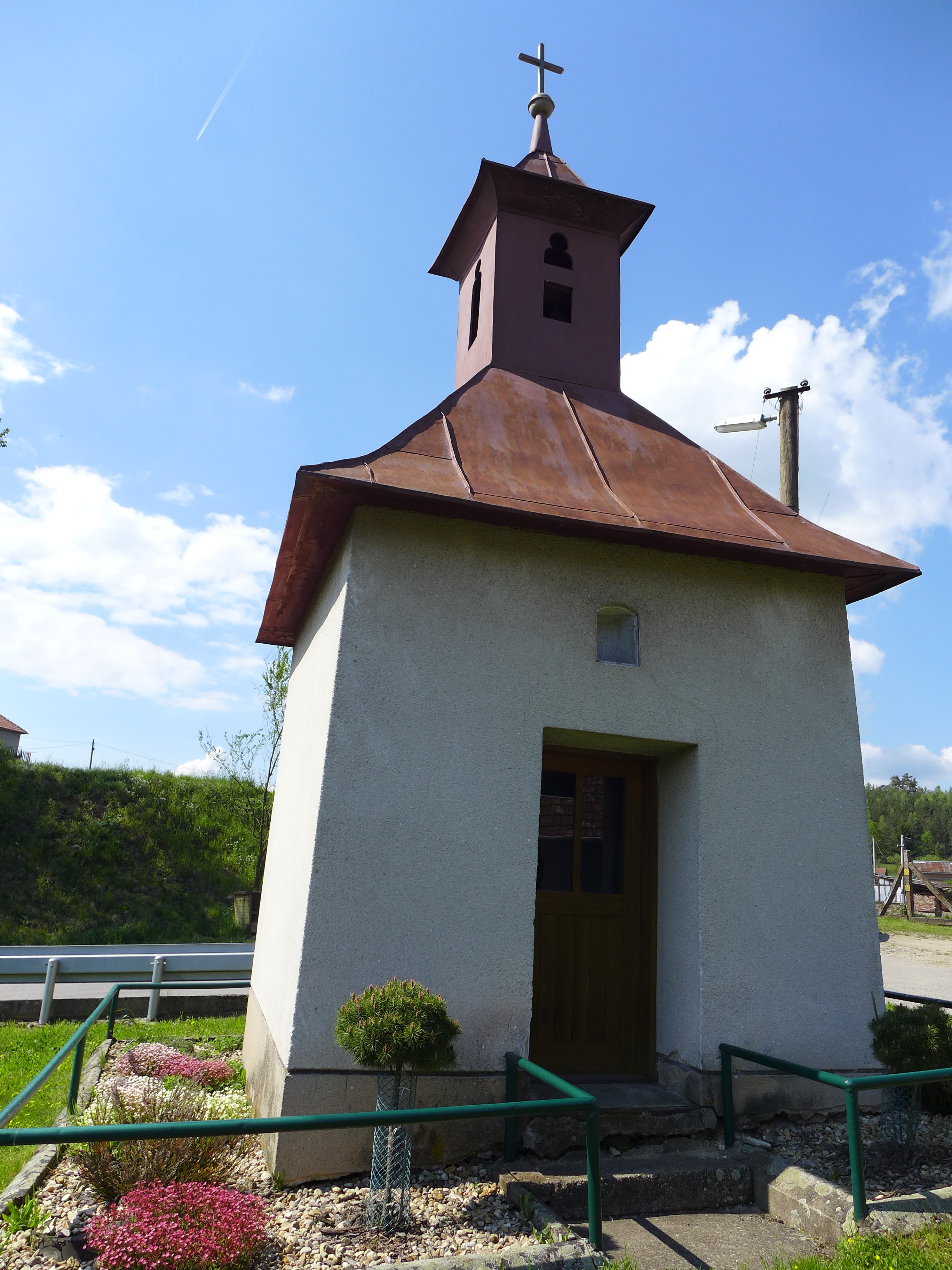
Una cappella del villaggio